# Вајт Сетлмент (Тексас)
Вајт Сетлмент (енгл. White Settlement) град је у америчкој савезној држави Тексас. По попису становништва из 2010. у њему је живело 16.116 становника.

## Демографија
Према попису становништва из 2010. у граду је живело 16.116 становника, што је 1.285 (8,7%) становника више него 2000. године.
| Група             | 2000.          | 2010.          |
| Белци             | 11.579 (78,1%) | 10.721 (66,5%) |
| Афроамериканци    | 600 (4,0%)     | 758 (4,7%)     |
| Азијати           | 217 (1,5%)     | 262 (1,6%)     |
| Хиспаноамериканци | 2.017 (13,6%)  | 4.030 (25,0%)  |
| Укупно            | 14.831         | 16.116         |